# Т-10 (парашют)

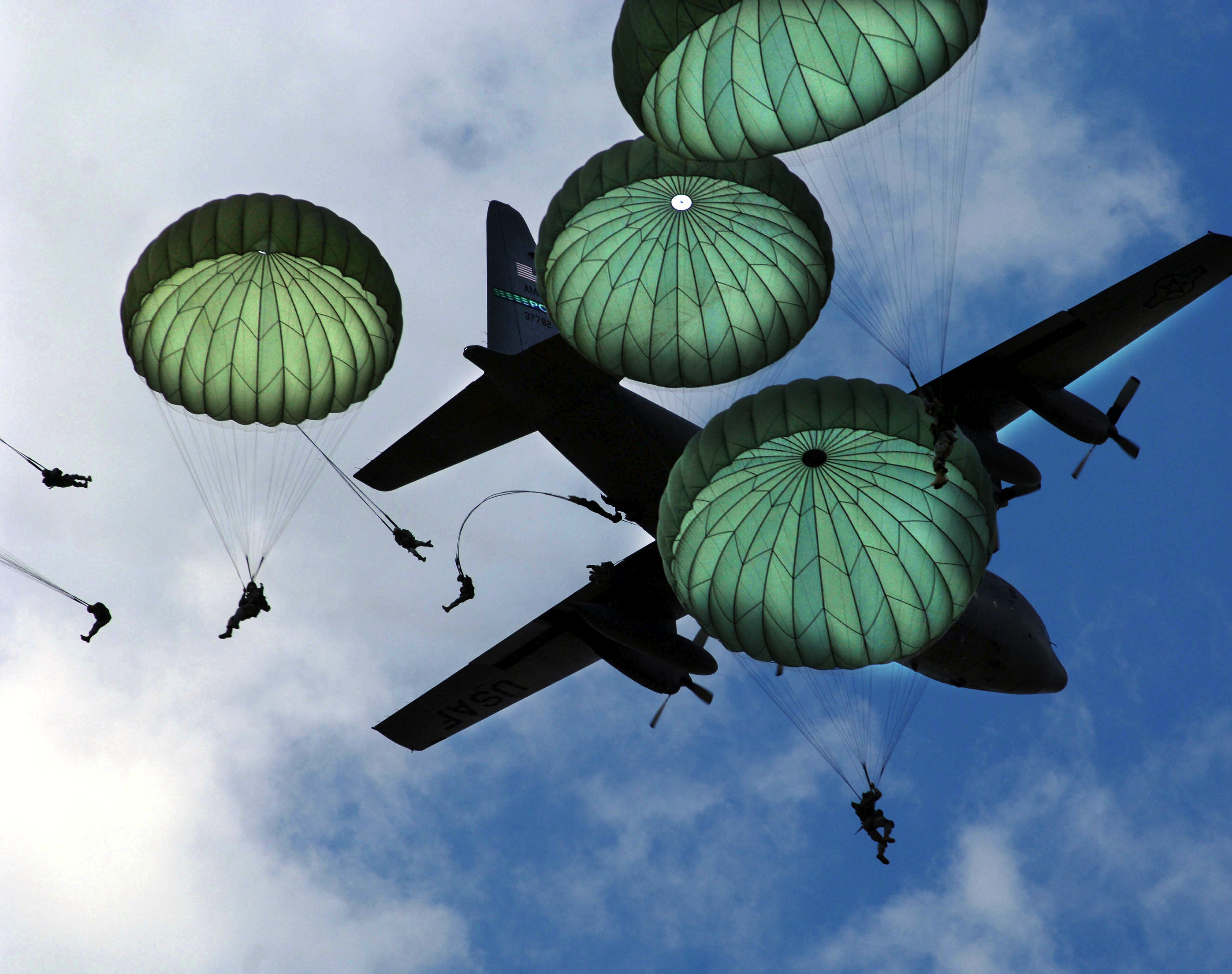

Т-10 — американская десантная парашютная система (ПС). Принята на снабжение в ВС США  в начале 1950-х годов.
Купол парашюта T-10 имеет классическую округлую форму. Был одним из самых массовых парашютов, применявшихся в армии США. Имел несколько модификаций. С 2009 года ведётся замена на новую модель Т-11. В зависимости от плотности воздуха и общего веса парашютиста, средняя скорость парашюта составляет от 6,7 до 7,3 м/с; общее ограничение веса составляет 360 фунтов (160 кг). Вся сборка весит 31 фунтов (14 кг). Купол имеет полюсное отверстие, а также отверстия в задней части. По расчётам американских экспертов, нормальное функционирование основной парашютной системы обеспечивается с вероятностью не ниже 0,75—0,80.

## Характеристики ПС T-10
- Вес: 14 кг.
- Максимальный вес парашютиста с обмундированием: 160 кг.
- Срок службы: 12 лет.